# 龙振洲
龙振洲（1926年—），男，吉林双阳人，中国免疫学家、医学教育家，北京大学医学部教授，博士生导师。曾任中国免疫学会副理事长。